# Klätterställning

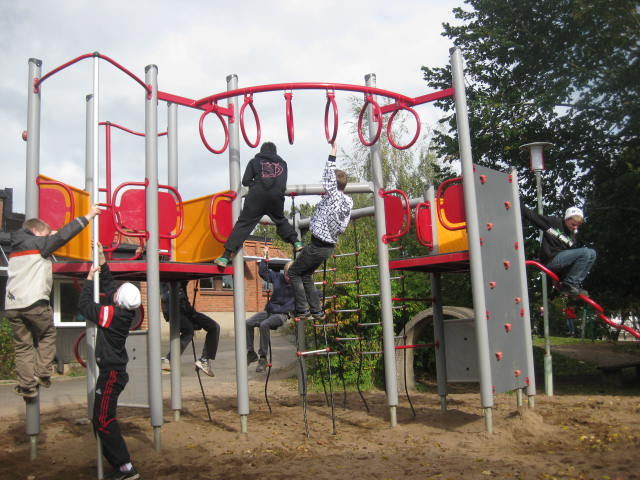
Klätterställning

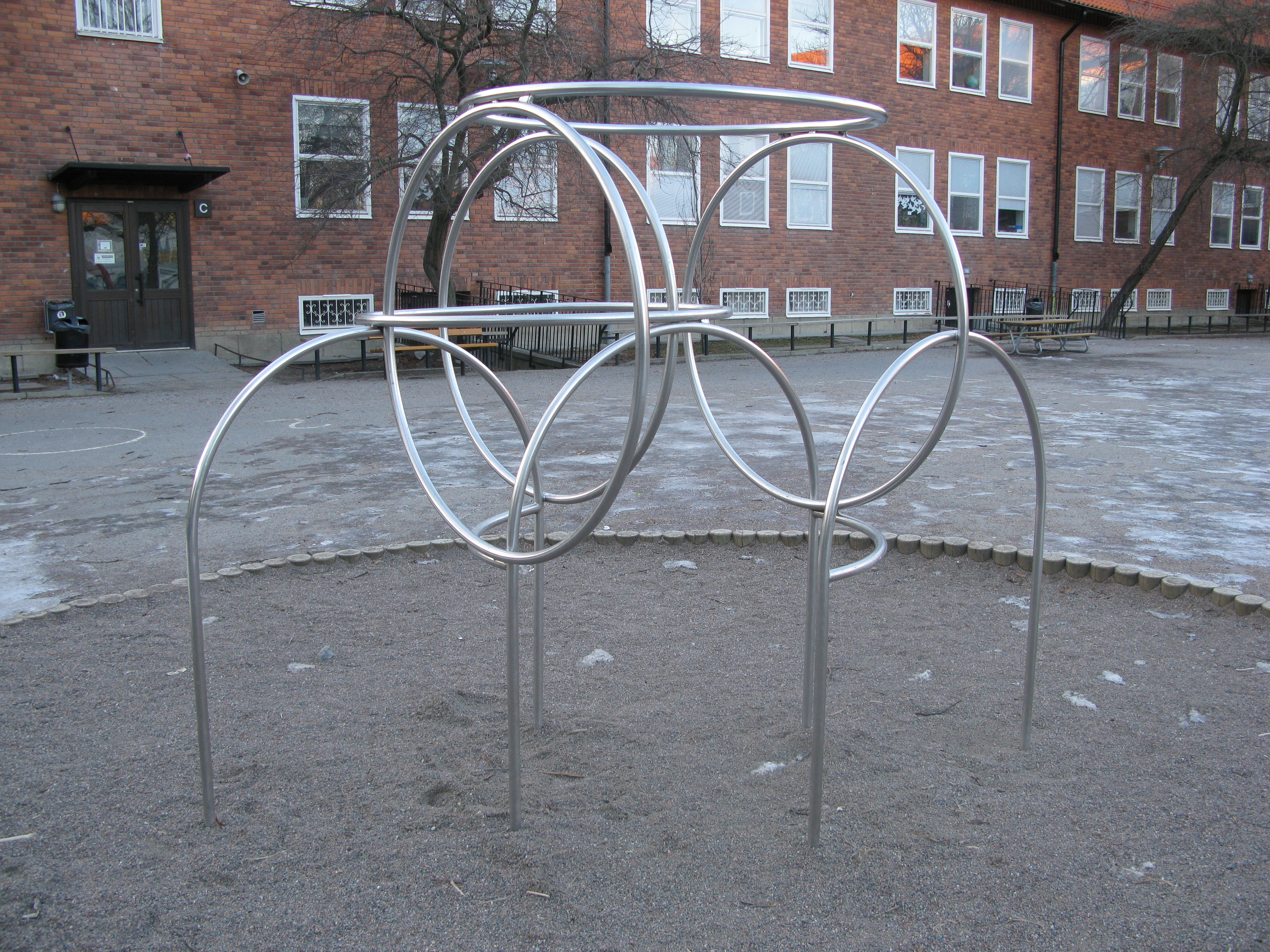
En klätterställning på en skolgård på Gärdet i Stockholm

Klätterställning är en konstruktion som finns på lekplatser, avsedd för lek och klättring. Klätterställningar innehåller förutom klätterredskap ofta rutschkanor och andra underhållande redskap som stimulerar kroppslig och social träning. Klätterställningar är ofta belägna mitt i sandlådor, för att begränsa skador i fall barnen skulle trilla ner.
Den första klätterställningen uppfanns och patenterades 1920 av Sebastian Hinton i Chicago i delstaten Illinois i USA.